# Torenia arisanensis
Torenia arisanensis är en tvåhjärtbladig växtart som beskrevs av Shun-ichi Syun'iti Sasaki. Torenia arisanensis ingår i släktet Torenia och familjen Linderniaceae. Inga underarter finns listade i Catalogue of Life.